# 新連鰭䲗屬
新連鰭䲗屬（學名：Neosynchiropus）為䲗科下的一屬，其下的兩個種皆生活在海水，為近礁魚類，深度範圍約1-30公尺。

## 物種
目前辨認出兩個種：
- 飯島氏新連鰭䲗（Neosynchiropus ijimai）
- 眼斑新連鰭䲗（Neosynchiropus ocellatus）

## 文獻
1. ↑  Froese, R. & Pauly, D. (eds.) (2014). Species of Neosynchiropus. FishBase. Version 2014-06.